# Pertti Paasio
Pertti Kullervo Paasio, född 2 april 1939 i Helsingfors, död 4 april 2020, var en finländsk socialdemokratisk politiker. Han var ordförande i Finlands socialdemokratiska parti från 1987 till 1991 och var Finlands utrikesminister från 1989 till 1991.

## Biografi
Paasio föddes i Helsingfors våren innan andra världskrigets utbrott. Hans mor var Mary Regina Wahlman och hans far, politikern och tidningsmannen Rafael Paasio. Pertti Paasio gifte sig 1967 med Kirsti Kaarina Johansson och de fick fyra barn. Bland de märks dottern Heli Paasio som invaldes i riksdagen  för socialdemokraterna 1999. Paasio tog en pol. mag. vid Åbo universitet 1968.
Paasio gjorde karriär som tjänsteman och förtroendevald i Åbo stad. Han satt i Åbo stadsfullmäktige 1965–1990 samt återigen 2001–2008. Paasio valdes in i riksdagen 1975 men tappade sin plats i valet 1979. Han kom tillbaka 1982 och satt sedan i riksdagen till 1996, då han istället valdes in i Europaparlamentet, där han satt till 1999. Paasio utsågs till ordförande i den socialdemokratiska riksdagsgruppen 1984 och 1987 valdes han till partiordförande efter Kalevi Sorsa. Samme Sorsa som efterträtt fadern Rafael Paasio som partiordförande 1975. Den 1 februari 1989 efterträdde Paasio även Sorsa som Finlands utrikesminister i Regeringen Holkeri. En post han upprätthöll till dess att regeringen avgick 25 april 1991 på grund av valförlust. Samma valförlust som fick Paasio att avgå som socialdemokratisk partiordförande. Han efterträddes av Ulf Sundqvist på posten.
Paasio har skrivit två memoarböcker: Minä ja Mr Murphy (1999) och Punatulkku ja sikarodeo (1998). Han erhöll ministers titel 2004.

## Utmärkelser
- Storkorset av Isabella den katolskas orden,  1989[3]
- Kommendörstecknet av Finlands Lejons orden[4]
- Kommendörstecknet av I klass av Finlands Vita Ros’ orden[4]

[Redigera Wikidata]